# ツチフキ

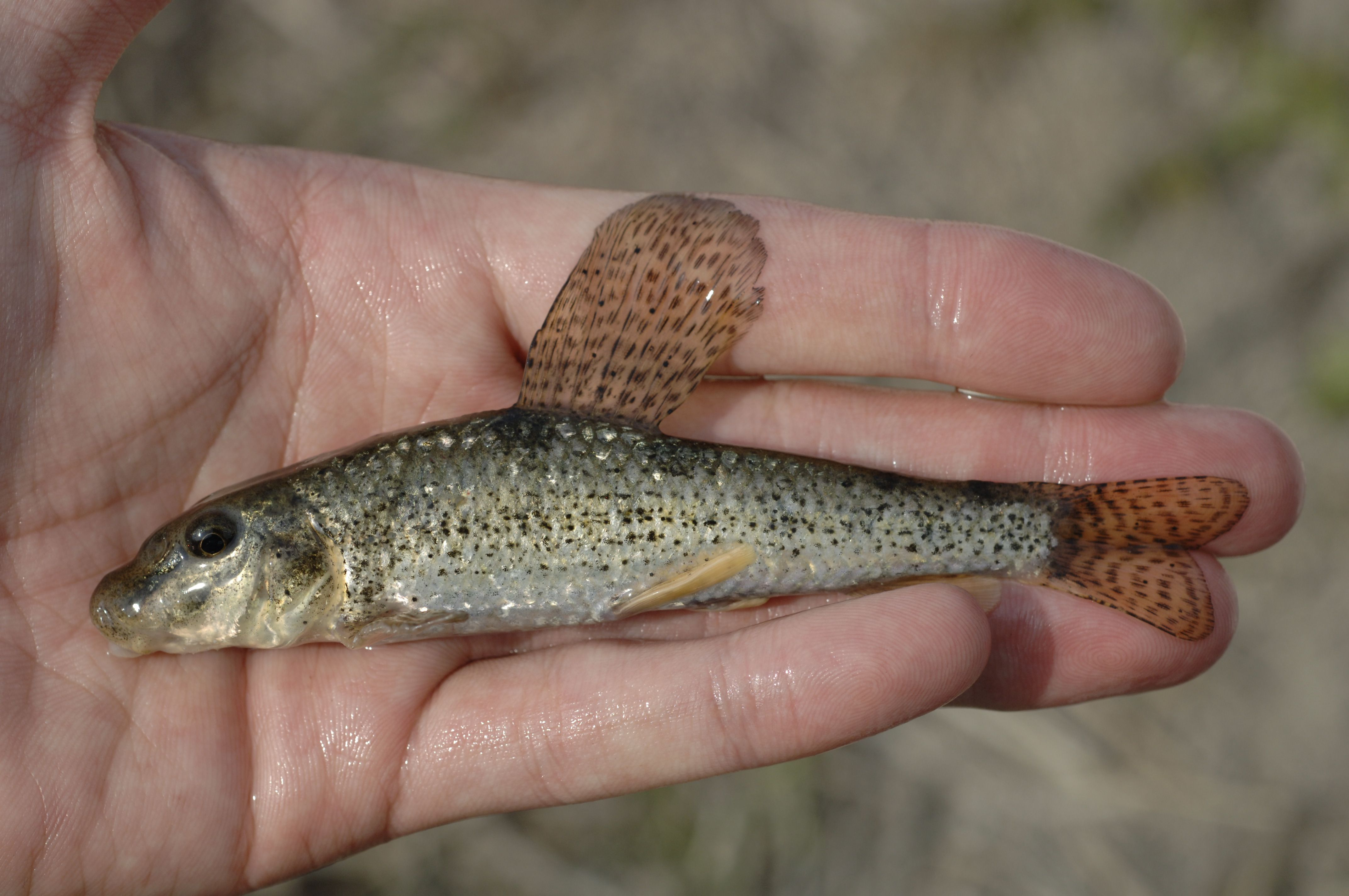
春の繁殖期、背びれの伸長したオスのツチフキ。

ツチフキ（土吹、Abbottina rivularis）は、コイ科カマツカ亜科に属する淡水魚。別名にはスナモロコ・ドロモロコなどがある。

## 分布
日本列島を含む、アムール川流域から紅河流域までの広範囲に分布する。メコン川上流からも記録がある。日本では近畿以西の本州、四国、九州に分布しており、近年は東日本（関東地方や新潟県、宮城県など）にも多く移入されている。淀川では河川改修や外来魚による圧迫で絶滅したとみられていたが、2022年にワンドで再発見された。
九州北部（筑後川水系を除く）のツチフキは国外移入種の可能性が高い。

## 形態
カマツカと似ているが、体長が10 cm程度までしか大きくならないこと、吻が若干丸みを帯びていること、背びれの大きさが体長に比べて大きめであるということなどの違いがある。口は下側に開いていて、1対のひげを持つ。

## 生態
流れのあまりない水路、河川や湖に生息する。砂底を好むカマツカに対し、本種は泥底を好む。産卵期は春から初夏で、この期間、オスが泥底に産み付けられた卵を保護する。婚姻色は目立たない。

## 人間との関係
ペットショップで、他の日本産淡水魚の飼育水槽におけるタンクメイトとして販売されることがある。食用とすることはほぼない。